# ساشا بنکن
ساشا بنکن (انگلیسی: Sascha Benecken؛ زادهٔ ۱۴ فوریهٔ ۱۹۹۰) ورزشکار لژسواری اهل آلمان است.
وی در مسابقات کشوری و بین‌المللی در مجموع برندهٔ ۱۳ مدال طلا، ۷ مدال نقره، ۵ مدال برنز شده‌است.